# Graphium leechi
Graphium leechi is een vlinder uit de familie van de pages (Papilionidae). De wetenschappelijke naam van de soort is voor het eerst geldig gepubliceerd in 1895 door Lionel Walter Rothschild.